# Peter Sutcliffe (kierowca wyścigowy)
Peter Sutcliffe (ur. 1 grudnia 1936 roku) – brytyjski kierowca wyścigowy.

## Kariera
W wyścigach samochodowych Sutcliffe poświęcił się głównie startom zaliczanym do klasyfikacji Mistrzostw Świata Samochodów Sportowych. W latach 1964-1967 pojawiał się w stawce 24-godzinnego wyścigu Le Mans. W 1966 był najlepszy w klasie P 5.0, lecz nie ukończył wyścigu. Rok później był trzeci w klasie P 5.0.